# 4デイ・ウィークエンド
「4デイ・ウィークエンド」(4-Day Weekend)はイギリスのロックバンド、ブルートーンズのシングル、もしくはその表題曲。『リターン・トゥ・ザ・ラスト・チャンス・サルーン』からのラストシングルカットとなった。
このシングルはメール・オーダーやライヴ会場での限定発売にもかかわらず、PVは日本人アニメーターの森本晃司が担当した力の入ったものだった。
表題曲は、これまでのシングル曲の中でも最もハードな曲の部類に入る。また、カップリングの「ミスター・ソウル」はバッファロー・スプリングフィールドの、「プリティ・バレリーナ」はレフト・バンクのそれぞれカバー曲である。また、このシングルに収録された「プリティ・バレリーナ」には、曲の始まりに1分半ほどの「Jazz Moments」というお遊び曲が入っていて、曲終了後にも1分半ほどの無音状態が挿入されている。後に『ア・ラフ・アウトライン』などに収録された際には、曲本編のみのエディット・バージョンが収録されている。

## 収録曲
- CD / 12"

1. 4-Day Weekend
2. Mr. Soul
3. Pretty Ballerina

- 7"

1. 4-Day Weekend
2. Mr.Soul